# 留坎-诺托登工业遗址
留坎-诺托登工业遗址（挪威語：Rjukan–Notodden industriarv）是位于挪威泰勒马克郡的世界遗产，用于保护黑达尔湖和西峡湾谷之间的工业区。遗址中心是挪威海德鲁公司的化工厂，曾利用伯克兰-艾德电弧法从大气氮生产硝酸钙肥料。另外公司还在诺托登和留坎镇建设了水电厂、铁路、运输铁路、工厂、工人宿舍和社会机构。
遗址与奥达–蒂瑟达尔工业遗址一同于2009年6月19日列入备选名单，2015年7月5日入选世界遗产名录。

## 范围
留坎-诺托登工业遗址从默斯湖延伸至诺托登，包含97个具有具有文化意义的离散建筑 。其中最出名的有茹坎线和丁诺赛特线两条与铁路渡轮连通的铁路。工厂镇则建在丁佛斯和挪威海德鲁，内有民居等建筑。

## 历史

### 伯克兰-艾德电弧法
1900年代初，挪威开始利用地理位置的便利性修建廉价的水发电厂，推动工业发展。人烟稀少的泰勒马克地区从农业重镇转变成工业中心，迅速大力发展工业。为了支持农业的扩张，挪威需要大量的化肥。一般的解决办法是用硝酸钠肥料，这就需要从煤矿中抽出。
工业区的主要建筑是利用固氮作用生产化肥的工厂。该工厂利用以科学家克里斯蒂安·伯克兰及工业大亨山姆·艾德的名字命名伯克兰-艾德法以工业规模生产肥料用硝酸盐，用电弧加热产生一氧化氮。 此工艺经皇家弗雷德里克大学（今奥斯陆大学）实验。

#### 工艺研发

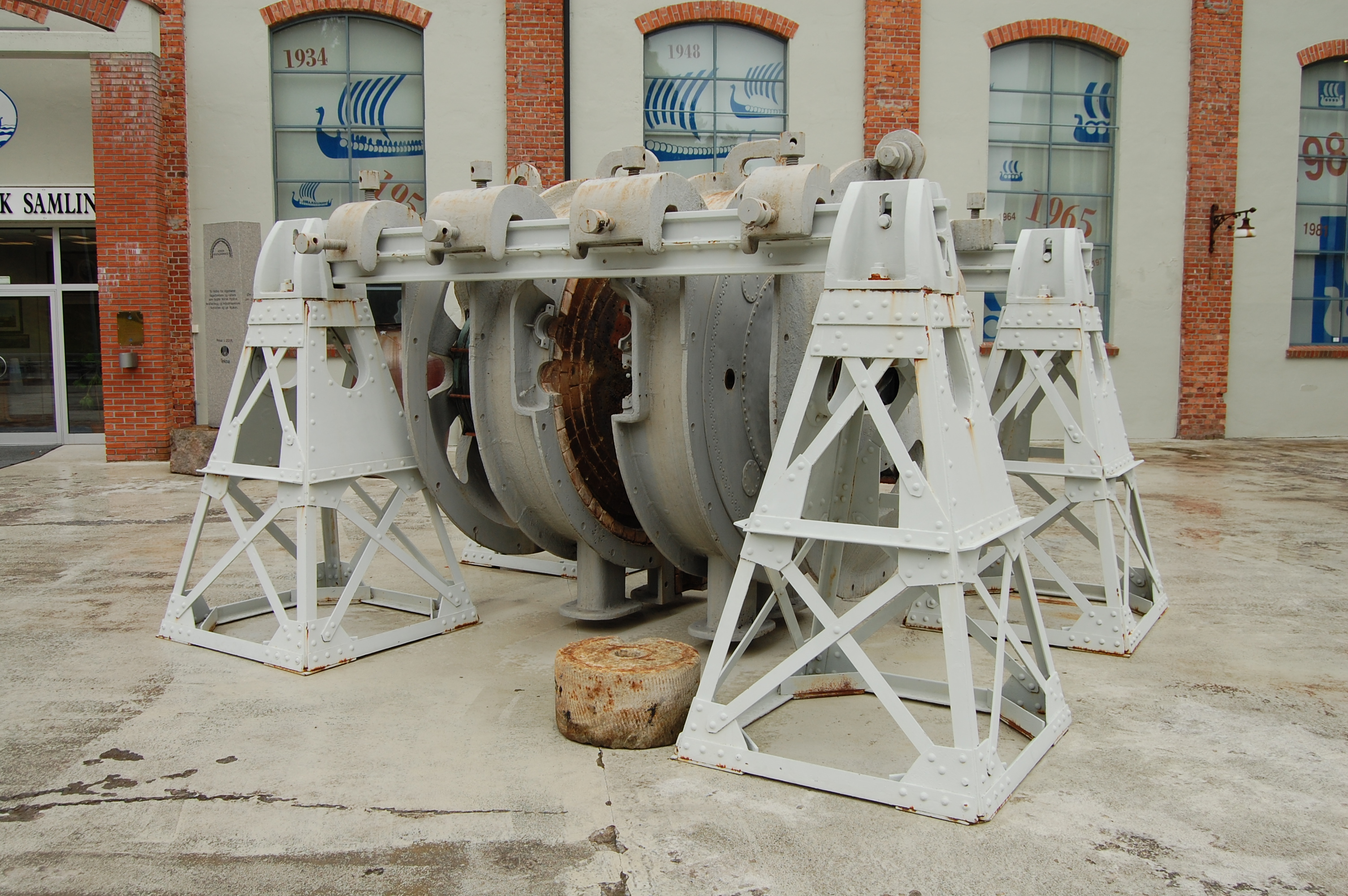
瓦斯莫恩现存的唯一一个用于伯克兰-艾德电弧法的电弧炉，约1905年建造。

后来，皇家弗雷德里克大学的发电量不足，实验被转移到奥斯陆的一处仓库继续进行。1903年10月，实验再度转移到玛丽达琳的安克洛肯测试站举行，由哈默伦水电站直接供电。而实验的最后一次搬迁是去了阿伦达尔附近的瓦斯莫恩，在当地研发首个能用于工业生产的电弧炉。试验结束后，该工艺于1905年11月18日被奥托·威特（Otto Witt）介绍给柏林工业大学。1905年12月5日，克里斯蒂安·伯克兰在挪威科学与文学院举行讲座介绍该工艺，而萨姆·艾德在挪威理工学院进行讲座。

### 移到诺托登

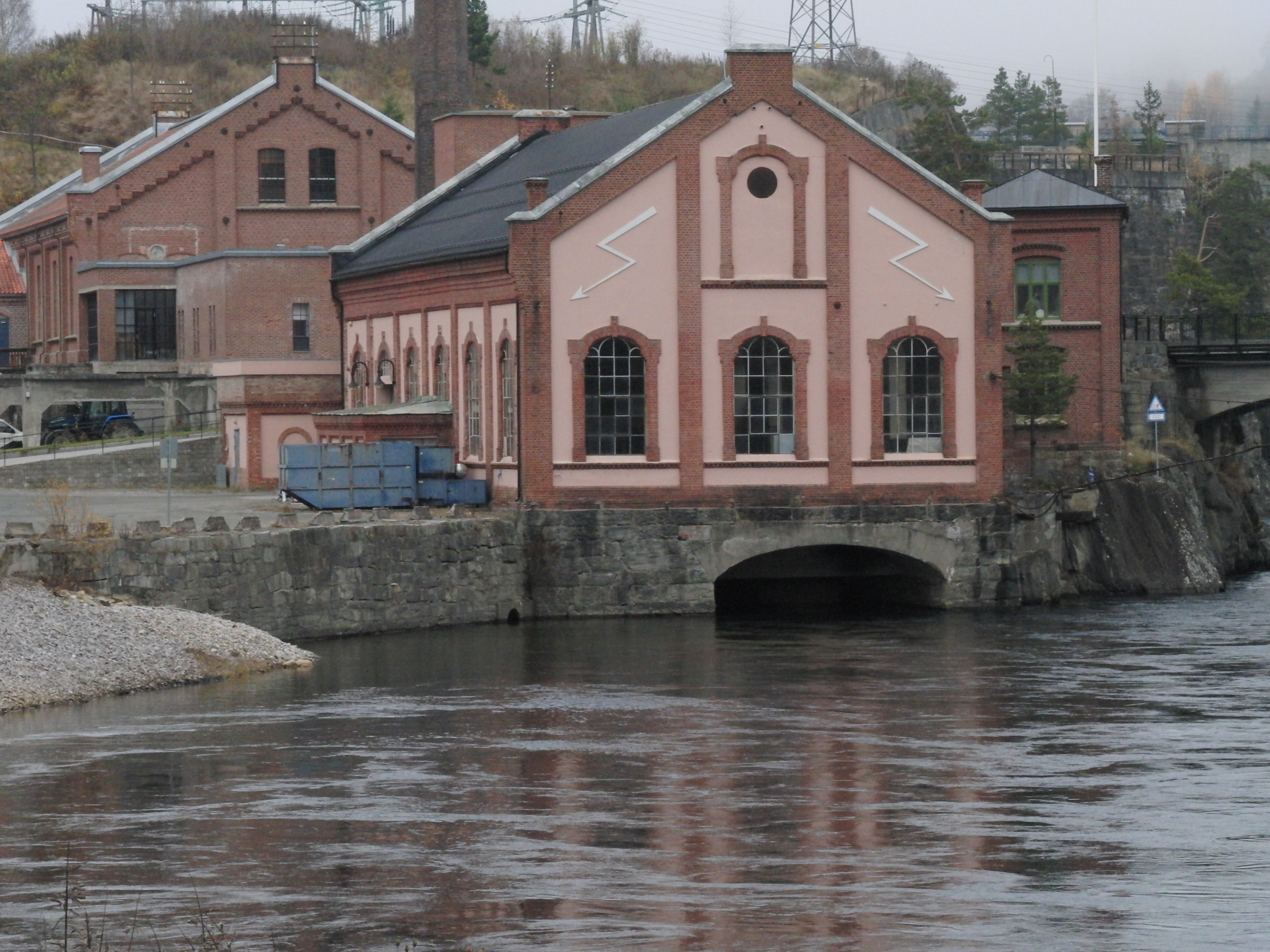
诺托登的丁佛斯一号水电站。

制订了合适的工序后，伯克兰和艾德创立了挪威海德鲁水电氮股份公司进行商业化生产。该公司由瑞典名门望族瓦伦堡家族部分出自，其后巴黎银行德勤银行有限公司于1905年达成协议。
挪威海德鲁公司的资金问题解决后，伯克兰发明的一些电弧炉开始在诺托登电厂安装启用，由丁佛寺控股租用的丁佛斯一号水电站供电。研究人员将瓦斯莫恩的电弧炉转移到诺托登的工业区，测试电力对肥料产量的影响。决定好最适合大批量生产的电弧炉后，艾德之前的公司艾德化工转手接管工厂。

### 斯维尔格弗斯发电站

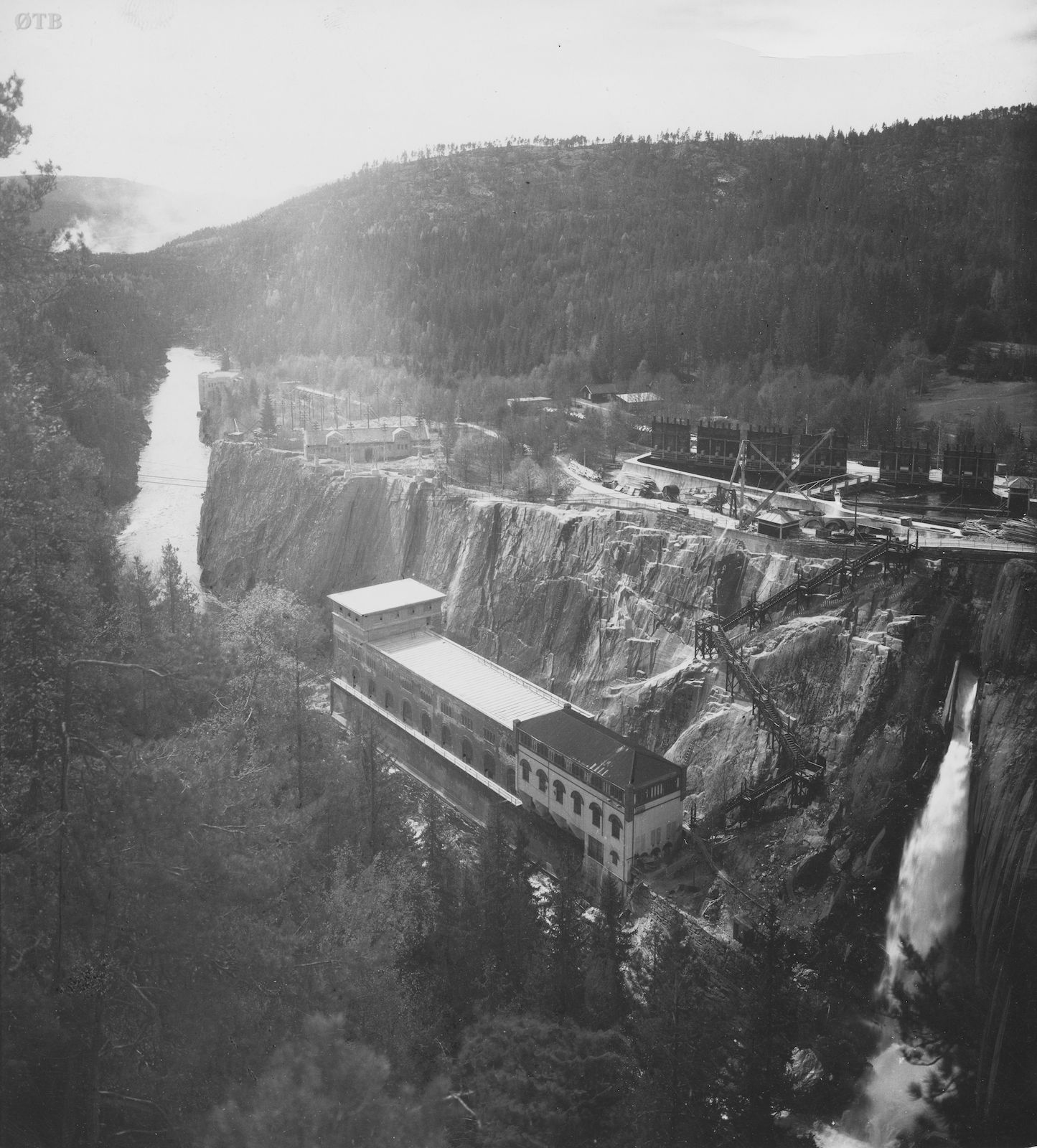
诺托登的斯维尔格弗斯一号水电站。

1906年到1907年，扩大生产规模的准备工作已经完成，但需要更多的能源。于是，挪威海德鲁在斯维尔格弗斯瀑布建造自己的发电站，即斯维尔格弗斯一号水电站，之后又用多余的水流建造二号水电站，作为备用。当时一号水电站是世界第二大水电站，仅次于尼亚加拉大瀑布的爱德华·迪恩·亚当水电站。然而电站在投入运营的前几年中，经常因为发电机被烧毁而陷入停顿。最终来自巴黎、汉堡和墨西哥等地的资深电力工程师前来解决了问题，他们当时少数曾在规模相似的发电站工作的个人。可以确定的是，水电站的问题是由制造错误引发绝缘材料高温燃烧所致。为了解决错误，水电站安装了避雷器。斯维尔格弗斯一号和二号水电站与连福斯发电厂后来合并为一个发电厂，截至2020年5月仍在使用。

### 韦莫克发电站

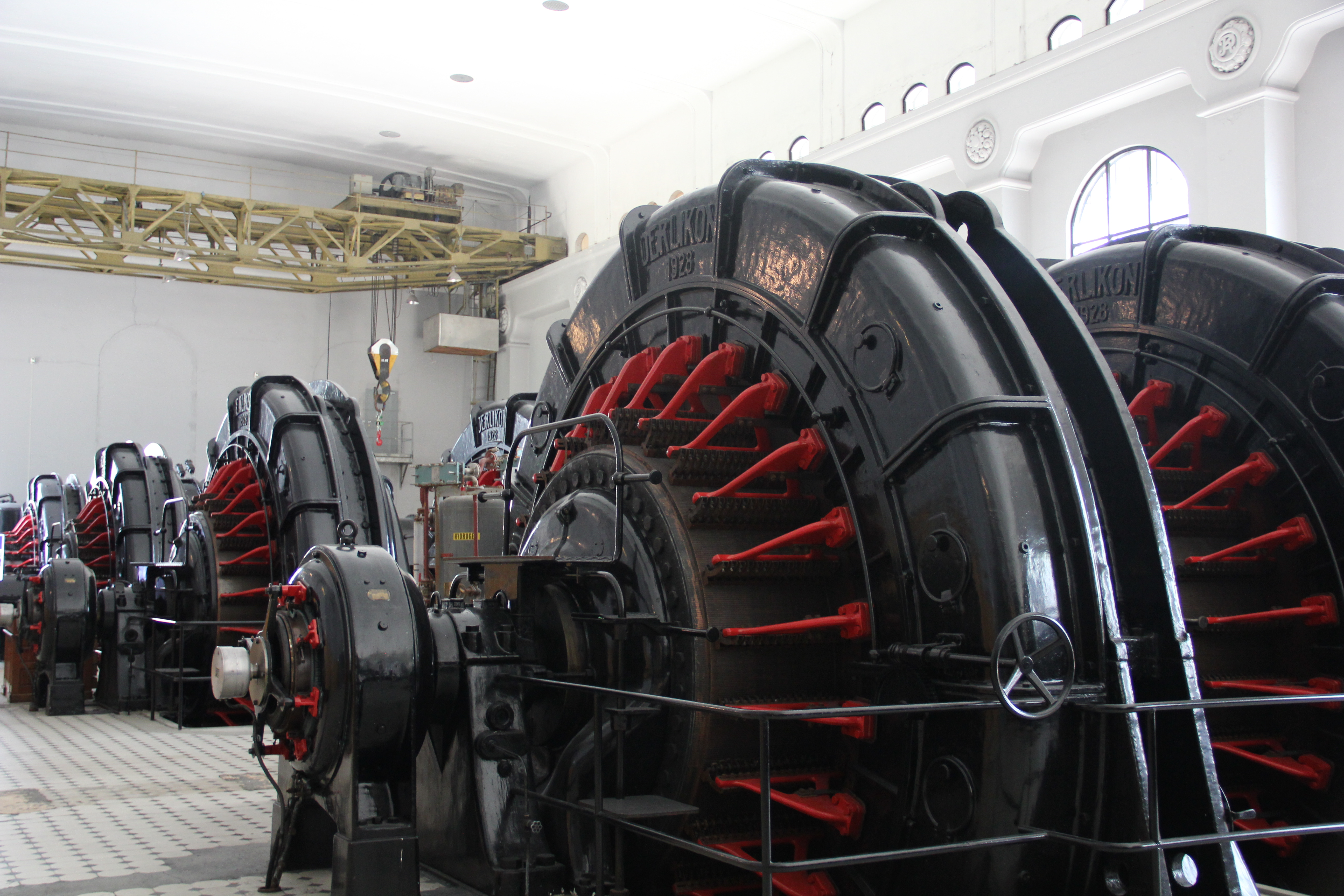
韦莫克水电站的涡轮厅，摄于2018年

韦莫克水电站由挪威工程师奥拉夫·诺德哈根设计，受传统挪威建筑影响。1911年落成时，成为全球最大水电站。韦莫克因接近二战时期枪手行动中一座遭到挪威游击队袭击、被德军用于生产核试验所需重水的名叫水托芬（Vannstoffen，字面意义为“氢”）的发电厂而闻名。如今，韦莫克水电站被改造成挪威工业工人博物馆，从中仍然可以见到当年的水力发电机      。

## 在全球肥料发展过程中的作用
1909年，弗里茨·哈伯发现制造氮肥的全新工艺。在与德国化学公司巴斯夫合作下，卡爾·博施以商业规模试验该工艺。1913年，挪威海德鲁参与哈柏法生产工艺许可的争夺，但没有当选。1920年，海德鲁再次使用哈柏法，然而这次被法国政府以第一次世界大战和解协议的形式夺走。海德鲁于是转而研发能够替代哈柏法的可行选择，利用较低的压力生产氮。不过，此次尝试以失败告终，计划于1924年被封存。挪威海德鲁之后与法本公司进行合作，最终于1927年转移至哈柏法。1930年代，公司下辖发电厂再次将生产工艺移至奥达工艺法。